# Regione di Kidal
La regione di Kidal è una delle 8 regioni del Mali. Il capoluogo è la città di Kidal.
La regione di Kidal è divisa in 4 circondari:
- Abéïbara
- Kidal
- Tessalit
- Tin Essako

## Storia
Nel 1927, durante una spedizione militare francese, furono ritrovati i resti fossili del cosiddetto "uomo di Asselar", uno dei più antichi reperti di homo sapiens africani, che si stima sia vissuto 6.400 anni fa.